# FIFA 13
FIFA 13 is een voetbalsimulatiespel en het 20e deel van de FIFA-serie. Het spel werd in september 2012 uitgebracht door Electronic Arts.

## Inhoud

### Clubteams

#### Competities
Op 6 september 2012 gaf EA Sports een lijst vrij met de competities die bespeelbaar zullen zijn in FIFA 13. Nieuw is de Saoedische Premier League. Ondanks eerdere geruchten keerde de Turkse Süper Lig niet terug.
| Land           | Competitie                      | Land                      | Competitie              |
| -------------- | ------------------------------- | ------------------------- | ----------------------- |
| Australië      | A-League                        | Nederland                 | Eredivisie              |
| België         | Jupiler Pro League              | Noorwegen                 | Tippeligaen             |
| Brazilië       | Campeonato Brasileiro Série A * | Oostenrijk                | Bundesliga              |
| Denemarken     | Superligaen                     | Polen                     | Ekstraklasa             |
| Duitsland      | Bundesliga                      | Portugal                  | Superliga               |
| Duitsland      | 2. Bundesliga                   | Rusland                   | Premjer-Liga            |
| Engeland Wales | Premier League                  | Saoedi-Arabië             | Saudi Premier League    |
| Engeland Wales | Championship                    | Schotland                 | SPL                     |
| Engeland Wales | League One                      | Spanje                    | Liga BBVA               |
| Engeland Wales | League Two                      | Spanje                    | Liga Adelante           |
| Frankrijk      | Ligue 1                         | Verenigde Staten Canada   | Major League Soccer     |
| Frankrijk      | Ligue 2                         | Verenigde Staten Canada   | Major League Soccer     |
| Ierland        | Airtricity League               | Zuid-Korea                | K-League                |
| Italië         | Serie A                         | Zweden                    | Allsvenskan             |
| Italië         | Serie B                         | Zwitserland Liechtenstein | Raiffeisen Super League |
| Mexico         | Liga MX                         | Zwitserland Liechtenstein | Raiffeisen Super League |

* Van slechts tien teams is de licentie verkregen door EA. De andere teams in de competitie zullen met onrealistische uitrustingen en wapenschilden spelen.

#### Overige
| Team               | Land        | Team                      | Land       |
| ------------------ | ----------- | ------------------------- | ---------- |
| AEK Athene         | Griekenland | CA River Plate            | Argentinië |
| PAOK               | Griekenland | Boca Juniors              | Argentinië |
| Olympiakos Piraeus | Griekenland | Racing Club de Avellaneda | Argentinië |
| Panathinaikos      | Griekenland | Glasgow Rangers           | Schotland  |
| Galatasaray SK     | Turkije     | World XI                  |            |
| Kaizer Chiefs      | Zuid-Afrika | Classic XI                |            |
| Orlando Pirates    | Zuid-Afrika | MLS All Stars             |            |

### Nationale ploegen
Samen met de lijst van speelbare competities werd eveneens de lijst met nationale teams vrijgegeven:
| Land       | Cont. bond | Land        | Cont. bond | Land          | Cont. bond | Land      | Cont. bond | Land             | Cont. bond |
| ---------- | ---------- | ----------- | ---------- | ------------- | ---------- | --------- | ---------- | ---------------- | ---------- |
| Argentinië | CONMEBOL   | Ecuador     | CONMEBOL   | Ivoorkust     | CAF        | Polen     | UEFA       | Venezuela        | CONMEBOL   |
| Australië  | AFC        | Egypte      | CAF        | Kameroen      | CAF        | Portugal  | UEFA       | Verenigde Staten | CONCACAF   |
| België     | UEFA       | Engeland    | UEFA       | Mexico        | CONCACAF   | Roemenië  | UEFA       | Zuid-Afrika      | CAF        |
| Bolivia    | CONMEBOL   | Finland     | UEFA       | Nederland     | UEFA       | Rusland   | UEFA       | Zuid-Korea       | AFC        |
| Brazilië   | CONMEBOL   | Frankrijk   | UEFA       | Nieuw-Zeeland | OFC        | Schotland | UEFA       | Zweden           | UEFA       |
| Bulgarije  | UEFA       | Griekenland | UEFA       | Noord-Ierland | UEFA       | Slovenië  | UEFA       | Zwitserland      | UEFA       |
| Chili      | CONMEBOL   | Hongarije   | UEFA       | Noorwegen     | UEFA       | Spanje    | UEFA       |                  |            |
| Colombia   | CONMEBOL   | India       | AFC        | Oostenrijk    | UEFA       | Tsjechië  | UEFA       |                  |            |
| Denemarken | UEFA       | Ierland     | UEFA       | Paraguay      | CONMEBOL   | Turkije   | UEFA       |                  |            |
| Duitsland  | UEFA       | Italië      | UEFA       | Peru          | CONMEBOL   | Uruguay   | CONMEBOL   |                  |            |

### Stadions
Op 6 september 2012 gaf EA een lijst vrij met de bespeelbare stadions. Aanvankelijk zou ook in Camp Nou van FC Barcelona kunnen gespeeld worden, maar op 11 september 2012 raakte bekend dat de licentie voor Camp Nou niet in orde kwam. De stadions waarin gespeeld kan worden zijn :

#### Officieel
| Stadion                         | Plaats                         | Teams                              |
| ------------------------------- | ------------------------------ | ---------------------------------- |
| Allianz Arena                   | München, Duitsland             | FC Bayern München TSV 1860 München |
| Amsterdam ArenA                 | Amsterdam, Nederland           | AFC Ajax                           |
| Anfield                         | Liverpool, Engeland            | Liverpool FC                       |
| BC Place Stadium                | Vancouver, Canada              | Vancouver Whitecaps FC             |
| Emirates Stadium                | Londen, Engeland               | Arsenal FC                         |
| Estadio Azteca                  | Coyoacán (Mexico-Stad), Mexico | Club América, Mexico               |
| Estadio Mestalla                | Valencia, Spanje               | Valencia CF                        |
| Estadio Vicente Calderón        | Madrid, Spanje                 | Atletico Madrid                    |
| Etihad Stadium                  | Manchester, Engeland           | Manchester City                    |
| Imtech Arena                    | Hamburg, Duitsland             | Hamburger SV                       |
| Juventus Stadium                | Turijn, Italië                 | Juventus FC                        |
| King Fahd Stadium               | Riyad, Saoedi-Arabië           | Saoedi Arabië                      |
| Old Trafford                    | Manchester, Engeland           | Manchester United                  |
| Olympiastadion                  | Berlijn, Duitsland             | Hertha BSC, Duitsland              |
| Parc des Princes                | Parijs, Frankrijk              | Paris Saint-Germain                |
| San Siro/Stadio Giuseppe Meazza | Milaan, Italië                 | AC Milan, Internazionale           |
| Estadio Santiago Bernabéu       | Madrid, Spanje                 | Real Madrid CF                     |
| Signal Iduna Park               | Dortmund, Duitsland            | Borussia Dortmund                  |
| St. James' Park                 | Newcastle upon Tyne, Engeland  | Newcastle United                   |
| Stade Gerland                   | Lyon, Frankrijk                | Olympique Lyonnais                 |
| Stade Vélodrome                 | Marseille, Frankrijk           | Olympique Marseille                |
| Stadio Olimpico                 | Rome, Italië                   | SS Lazio, AS Roma                  |
| Stamford Bridge                 | Londen, Engeland               | Chelsea FC                         |
| Veltins Arena                   | Gelsenkirchen, Duitsland       | FC Schalke 04                      |
| Wembley Stadium                 | Londen, Engeland               | Engeland                           |
| White Hart Lane                 | Londen, Engeland               | Tottenham Hotspur                  |

#### Fictief
- Akaaroa Stadium
- Aloha Park
- Arena D’Oro
- British Modern
- Century Park Arena
- Court Lane
- Crown Lane
- Eastpoint Arena
- El Bombastico
- El Medio
- El Reducto
- Estadio Latino
- Estadio President G.Lopes
- Estadio de las Artes
- Estadio del Pueblo
- Euro Park

- FIWC Stadium – (PS3)
- Forest Park Stadium
- Ivy Lane
- O Dromo
- Olimpico Arena
- Pratelstvi Arena
- Sanderson Park[3]
- Stade Kokoto
- Stade Municipal
- Stadion 32,Maj
- Stadion Europa
- Stadion Hanguk
- Stadion Neder
- Stadion Olympik
- Town Park
- Union Park Stadium

## Verschillende speltypen

### Carrière
Het speltype Carrière van FIFA wordt ieder jaar bijgehouden en bijgewerkt. De speler kan kiezen of hij een manager bij een clubteam of landenteam wil worden. Bij het transfersysteem kan er worden onderhandeld door middel van tegenbiedingen.

### Seizoenen
Het speltype Seizoenen vindt online plaats. De computer berekent de sterkte van de gebruiker en vindt geschikte tegenstanders online met wie de gebruiker een competitie vormt. Vervolgens worden er tien wedstrijden gespeeld en op basis van de resultaten daarvan kan de gebruiker promoveren of degraderen.

### FIFA Ultimate Team
FIFA Ultimate Team vindt eveneens online plaats. In dit speltype kan de gebruiker zijn eigen team samenstellen en daarmee vervolgens online prijzen winnen. Voor elke wedstrijd die succesvol wordt afgesloten, krijgt de gebruiker munten die hij kan uitgeven om het team te verbeteren. Na het sparen van genoeg munten kan de gebruiker bronzen, zilveren of gouden pakketten kopen waar nieuwe spelers met hogere beoordelingen in kunnen zitten.
Dit speltype is niet beschikbaar op de Wii U.

## Vernieuwingen gameplay

### Spelersreactiesysteem
Het spelersreactiesysteem breidt het lichamelijke spel uit, van valpartijen tot voetbalduels. Verdedigers duwen en trekken voor balbezit, gebruiken hun lengte en kracht om balbezit te winnen en maken beslissingen voordat de bal aankomt.

### Tactische vrije trappen
Tactische vrije trappen zijn voorzien van de techniek om gevaarlijke en onverwachte vrije trappen te nemen met de beste spelers. Men kan zich opstellen met drie aanvallende spelers en gebruikmaken van meer passing-opties om afgewerkte vrije trappen te creëren. Tegenstanders kunnen verdedigen door middel van het toevoegen of weghalen van spelers in de muur, het naar voren zetten van de muur, of het sturen van een speler om de pass te doorkruisen of het schot te blokkeren.

### Aanvalsintelligentie
Aanvalsintelligentie maakt het mogelijk voor spelers om ruimte te creëren, harder te werken en slimmer verdedigingen af te breken. Ook denken ze twee stappen verder. Spelers hebben nu de intelligentie om openingen in het spel te vinden en verdedigers uit hun posities te leiden om pass-openingen te maken voor teamgenoten en zichzelf op een betere positie neer te zetten voor nieuwe aanvalsmogelijkheden.

## Trivia

### Covers
Verschillende landen krijgen naar gewoonte een aparte cover waarop een lokale ster naast een wereldster staat. Bij FIFA 13 staat Lionel Messi op de cover, geflankeerd door deze lokale sterren.
In de landen die niet hieronder vermeld staan, zal enkel Messi de cover sieren.
| Land          | Spelers                                       | Team                                    |
| ------------- | --------------------------------------------- | --------------------------------------- |
| Argentinië    | Lionel Messi                                  | FC Barcelona                            |
| Australië     | Tim Cahill Lionel Messi                       | New York Red Bulls FC Barcelona         |
| Engeland      | Alex Oxlade-Chamberlain Lionel Messi Joe Hart | Arsenal FC FC Barcelona Manchester City |
| Frankrijk     | Karim Benzema Lionel Messi                    | Real Madrid FC Barcelona                |
| Hongarije     | Balázs Dzsudzsák Lionel Messi                 | Dinamo Moskou FC Barcelona              |
| Italië        | Claudio Marchisio Lionel Messi                | Juventus FC FC Barcelona                |
| Japan         | Keisuke Honda Lionel Messi Makoto Hasebe      | CSKA Moskou FC Barcelona VfL Wolfsburg  |
| Oostenrijk    | David Alaba Lionel Messi                      | Bayern München FC Barcelona             |
| Polen         | Jakub Błaszczykowski Lionel Messi             | Borussia Dortmund FC Barcelona          |
| Saoedi-Arabië | Abdelaziz Al-Dossari Joe Hart Lionel Messi    | Al-Hilal Manchester City FC Barcelona   |
| Spanje        | Roberto Soldado Lionel Messi                  | Valencia CF FC Barcelona                |

### Soundtrack
Volgende titels van de soundtrack werden op 6 september 2012 vrijgegeven:
| Titel                    | Uitvoerder                    | Land van herkomst           |
| ------------------------ | ----------------------------- | --------------------------- |
| Get Away With It         | Animal Kingdom                | Engeland                    |
| Ashtar Command           | Mark IV (ft. Joshua Radin)    | Verenigde Staten            |
| Panda                    | Astro                         | Chili                       |
| If So                    | Atlas Genius                  | Australië                   |
| Feud                     | Band of Horses                | Verenigde Staten            |
| Weight Of Living, part 2 | Bastille                      | Engeland                    |
| We Are Not Good People   | Bloc Party                    | Engeland                    |
| Outta My Mind            | Cali                          | Verenigde Staten            |
| Us Against The World     | Clement Marfo & The Frontline | Engeland                    |
| Follow                   | Crystal Fighters              | Engeland / Spanje           |
| Professional Griefers    | Deadmau5 ft. Gerard Way       | Canada / Verenigde Staten   |
| Hail Bop                 | Django Django                 | Engeland                    |
| Get Out While You Can    | Duologue                      | Engeland                    |
| TeKKno Scene             | Elliphant ft Adam Kanyama     | Zweden                      |
| Got That Fire (Oh La Ha) | Featurecast ft. Pugs Atomz    | Engeland / Verenigde Staten |
| Spark                    | Fitz & the Tantrums           | Verenigde Staten            |
| Let It Roll, part 2      | Flo Rida ft. Lil Wayne        | Verenigde Staten            |
| See The Light            | Foreign Beggars & Bare Noise  | Engeland                    |
| Bliss Out                | Hadouken!                     | Engeland                    |
| On top of the world      | Imagine Dragons               | Verenigde Staten            |
| What Love                | Jagwar Ma                     | Australië                   |
| Club Foot                | Kasabian                      | Engeland                    |
| You're A Animal          | Jonathan Boulet               | Australië                   |
| Come Into My Head        | Kimbra                        | Nieuw-Zeeland               |
| G#                       | Kitten                        | Verenigde Staten            |
| Eure Mädchen             | Kraftklub                     | Duitsland                   |
| Black White & Blue       | Ladyhawke                     | Nieuw-Zeeland               |
| Finale                   | Madeon                        | Frankrijk                   |
| Searchin'                | Matisyahu                     | Verenigde Staten            |
| Speed the Collapse       | Metric                        | Canada                      |
| Paddling Out             | Miike Snow                    | Zweden                      |
| I'll Be Alright          | Passion Pit                   | Verenigde Staten            |
| Sweet Sipping Soda       | Reptar                        | Verenigde Staten            |
| Shine The Light          | Reverend and The Makers       | Engeland                    |
| Fly Or Die               | Rock Mafia                    | Verenigde Staten            |
| Goldrushed               | The Royal Concept             | Zweden                      |
| Wild                     | Royal Teeth                   | Verenigde Staten            |
| Big Mouth                | Santigold                     | Verenigde Staten            |
| September                | St. Lucia                     | Verenigde Staten            |
| Jungles                  | Stepdad                       | Verenigde Staten            |
| Champion                 | The Chevin                    | Engeland                    |
| Saturday                 | The Enemy                     | Engeland                    |
| Don't Say Nothing        | The Heavy                     | Engeland                    |
| Ghosts                   | The Presets                   | Australië                   |
| Sleep Alone              | Two Door Cinema Club          | Noord-Ierland               |
| Quesadilla               | Walk The Moon                 | Verenigde Staten            |
| Blur                     | Wretch 32                     | Engeland                    |
| We Come Running          | Youngblood Hawke              | Verenigde Staten            |
| Rain Of Gold             | Young Empires                 | Canada                      |
| Past 2                   | Zémaria                       | Brazilië                    |

### Commentatoren
De volgende commentatoren zijn tijdens de wedstrijden te horen:
| Land(en)            | Commentatoren                             | Taal       |
| ------------------- | ----------------------------------------- | ---------- |
| Saoedi-Arabië       | Abdullah Al Harbi                         | Arabisch   |
| Duitsland           | Manfred Breuckmann Frank Buschmann        | Duits      |
| Oostenrijk          | Manfred Breuckmann Frank Buschmann        | Duits      |
| Zwitserland         | Manfred Breuckmann Frank Buschmann        | Duits      |
| Verenigde Staten    |                                           | Engels     |
| Canada              |                                           | Engels     |
| Verenigd Koninkrijk | Clide Tyddlesly Andy Gray                 | Engels     |
| Frankrijk           | Hervé Mathoux Franck Sauzée               | Frans      |
| België              | Hervé Mathoux Franck Sauzée               | Frans      |
| Italië              |                                           | Italiaans  |
| Nederland           | Evert ten Napel Youri Mulder              | Nederlands |
| België              | Evert ten Napel Youri Mulder              | Nederlands |
| Portugal            |                                           | Portugees  |
| Brazilië            | Tiago Leifert Caio Ribeiro                | Portugees  |
| Spanje              |                                           | Spaans     |
| Argentinië          | Mario Kempes Fernando Palomo Ciro Procuna | Spaans     |
| Chili               | Mario Kempes Fernando Palomo Ciro Procuna | Spaans     |
| Colombia            | Mario Kempes Fernando Palomo Ciro Procuna | Spaans     |
| Mexico              | Mario Kempes Fernando Palomo Ciro Procuna | Spaans     |
| Panama              | Mario Kempes Fernando Palomo Ciro Procuna | Spaans     |
| Venezuela           | Mario Kempes Fernando Palomo Ciro Procuna | Spaans     |